# Go nos Jogos Asiáticos de 2022
O Go nos Jogos Asiáticos de 2022 teve lugar na Academia de Xadrez de Hangzhou, também conhecida como Hangzhou Qiyuan (Zhili) Chess Hall, na cidade de Hangzhou, na China, entre os dias de 24 de setembro a 3 de outubro de 2023.
Competidores da China, Hong Kong, Japão, Coreia do Sul, Macau, Malásia, Mongólia, Taipé Chinês, Tailândia e Singapura participaram neste desporto nos três eventos.

## Cronograma
| ● | Eliminatórias | ¼ | Quartas de final | S | Semifinais | F | Finais |

| Evento↓/Data →       | 24 Dom | 25 Seg | 26 Ter | 27 Qua | 28 Qui | 28 Qui | 29 Sex | 30 Sáb | 1 Dom | 2 Seg | 3 Ter |
| -------------------- | ------ | ------ | ------ | ------ | ------ | ------ | ------ | ------ | ----- | ----- | ----- |
| Individual masculino | ●●     | ●●     | ●●     | ¼      | ½      | F      |        |        |       |       |       |
| Equipe masculina     |        |        |        |        |        |        | ●●     | ●●     | ●●    | ½     | F     |
| Equipe feminina      |        |        |        |        |        |        | ●●     | ●●     | ●     | ½     | F     |

## Competições
| Evento               | Ouro                                                                                                | Prata                                                                       | Bronze                                                                      |
| -------------------- | --------------------------------------------------------------------------------------------------- | --------------------------------------------------------------------------- | --------------------------------------------------------------------------- |
| Individual masculino | TPE Taipé Chinês Hsu Hao-hung                                                                       | CHN China Ke Jie                                                            | KOR Coreia do Sul Shin Jin-seo                                              |
| Equipe masculina     | KOR Coreia do Sul Byeon Sang-il Kim Myung-hun Park Jeong-hwan Shin Jin-seo Shin Min-jun Lee Ji-hyun | CHN China Li Qincheng Zhao Chenyu Mi Yuting Yang Dingxin Ke Jie Yang Kaiwen | JPN Japão Kotaro Seki Toramaru Shibano Ryo Ichiriki Atsushi Sada Yuta Iyama |
| Equipe feminina      | CHN China Wu Yiming Yu Zhiying Li He Wang Yubo                                                      | KOR Coreia do Sul Kim Eun-ji Oh Yu-jin Choi Jeong Kim Chae-young            | JPN Japão Asami Ueno Risa Ueno Rina Fujisawa                                |

## Nações participantes
Um total de 83 atletas de 10 nações competiram no Go nos Jogos Asiáticos de 2022:
- CHN China (10)
- TPE Taipé Chinês (10)
- HKG Hong Kong (10)
- JPN Japão (8)
- MAC Macau (2)
- MAS Malásia (10)
- MGL Mongólia (8)
- SGP Singapura (5)
- KOR Coreia do Sul (10)
- THA Tailândia (10)

## Medalhas
| Pos.               | País                | Ouro | Prata | Bronze | Total |
| ------------------ | ------------------- | ---- | ----- | ------ | ----- |
| 1                  | China (CHN)         | 1    | 2     | 0      | 3     |
| 2                  | Coreia do Sul (KOR) | 1    | 1     | 1      | 3     |
| 3                  | Taipé Chinês (TPE)  | 1    | 0     | 0      | 1     |
| 4                  | Japão (JPN)         | 0    | 0     | 2      | 2     |
| Total (4 entradas) | Total (4 entradas)  | 3    | 3     | 3      | 9     |